# Ельцталь
Ельцталь (нім. Elztal) — громада в Німеччині, знаходиться в землі Баден-Вюртемберг. Підпорядковується адміністративному округу Карлсруе. Входить до складу району Неккар-Оденвальд.
Площа — 46,63 км2. Населення становить 5817 ос. (станом на 31 грудня 2020).